# Прапор Мукачівського району
Пра́пор Мукачівського райо́ну затверджений 24 березня 2016 p. рішенням Мукачівської районної ради.
Прапор уособлює собою прямокутне полотнище, поділене на дві рівновеликі частини по-горизонталі. Як і у герба, використано синій колір у верхній частині і зелений у нижній. Облямований прапор, як і герб срібною каймою.
У верхній лівій частині прапора, на синьому тлі зображено стилізовану літеру «М» срібного кольору і трьома золотими зірками у вигляді оберненої піраміди. Нижня зірка – восьмикутна.